# أفراهام شوخات
أفراهام شوخات Avraham Shochat (14 يونيو 1936 - 28 فبراير 2024) كان سياسيا إسرائيليا، ووزيرا للمالية لمرتين. وانتخب كأول عمدة لمدينة عراد بالنقب لمدة عشرين عاما.

## سيرة شخصية
ولد شوخات في تل أبيب خلال فترة الانتداب البريطاني. وخدم في الجيش الإسرائيلي كعريف في فرقة مظليين ناحال، ثم التحق بالتخنيون حيث حصل على البكالوريوس في الهندسة المدنية. أثناء دراسته انتخب رئيسا لاتحاد الطلاب.
كان شوخات متزوجا من تاما، ابنة رئيس الوزراء الإسرائيلي ليفي أشكول، وأنجب منها ثلاثة أطفال.
كان شوخات أحد مؤسسي مدينة عراد الحديثة عام 1962. وبصفته مهندسًا مدنيًا، ساعد في التخطيط لأول مشروع تطوير سكني دائم في عراد. وعمل مديرا لفرع شركة سوليل بونيه في منطقة عراد والبحر الميت، وكان عضوا في مجلس إدارة شركة صناعة الطائرات الإسرائيلية وشركة فوسفات النقب.
توفي شوخات في 28 فبراير 2024 عن عمر يناهز 87 

## الحياة السياسية
في عام 1967 أصبح شوخات رئيسًا للمجلس المحلي في عراد. وشغل منصب رئيس بلدية عراد لمدة عشرين عامًا. وبالإضافة إلى مهامه كرئيس للبلدية، شغل منصب نائب رئيس اتحاد الجماعات المحلية، ورئيس لجنة المدن التنموية باتحاد الجماعات المحلية.
في انتخابات الكنيست عام 1984 كان على قائمة معراخ في الكنيست، لكنه فشل في الفوز بمقعد. ومع ذلك، عندما استقال أهارون هاريل من الكنيست في مايو 1988، حل شوخات محله. واحتفظ بمقعده في الانتخابات التي أجريت في نوفمبر من ذلك العام، وأصبح رئيسًا للجنة المالية ولجنة الشؤون الاقتصادية. وبعد إعادة انتخابه عام 1992 (وفي ذلك الوقت أصبحت المعراخ حزب العمل)، تم تعيينه وزيراً للمالية في عهد يتسحاق رابين. وعلى الرغم من إعادة انتخابه مرة أخرى في عام 1996، إلا أن حزب الليكود المعارض فاز في الانتخابات وخسر شوخات منصبه الوزاري.
بعد فوز إيهود باراك وحزب "إسرائيل واحدة " (تحالف العمل وميماد وجيشر) في عام 1999، تم تعيين شوخات مرة أخرى وزيراً للمالية. وفي أكتوبر 2000، تم تعيينه أيضًا وزيرًا للبنية التحتية الوطنية ليحل محل إلياهو سويسا بعد انسحاب شاس من ائتلاف باراك. وبعد فوز آرييل شارون في الانتخابات الخاصة لرئيس الوزراء عام 2001، ترك شوخات الحكومة. وفي انتخابات 2003 خسر أيضًا مقعده في الكنيست.
وبعد خروجه من الكنيست، تم تكليفه بإعداد تقرير حول الرسوم الدراسية لطلاب الجامعات الإسرائيلية. وأوصى تقريره، الذي نشر في تموز (يوليو) 2007، برفع رسوم شهادة البكالوريوس بنسبة 70% وزيادة التمويل الحكومي للتعليم العالي بمقدار 1.5 مليار شيكل.